# Yolanda Castaño Pereira

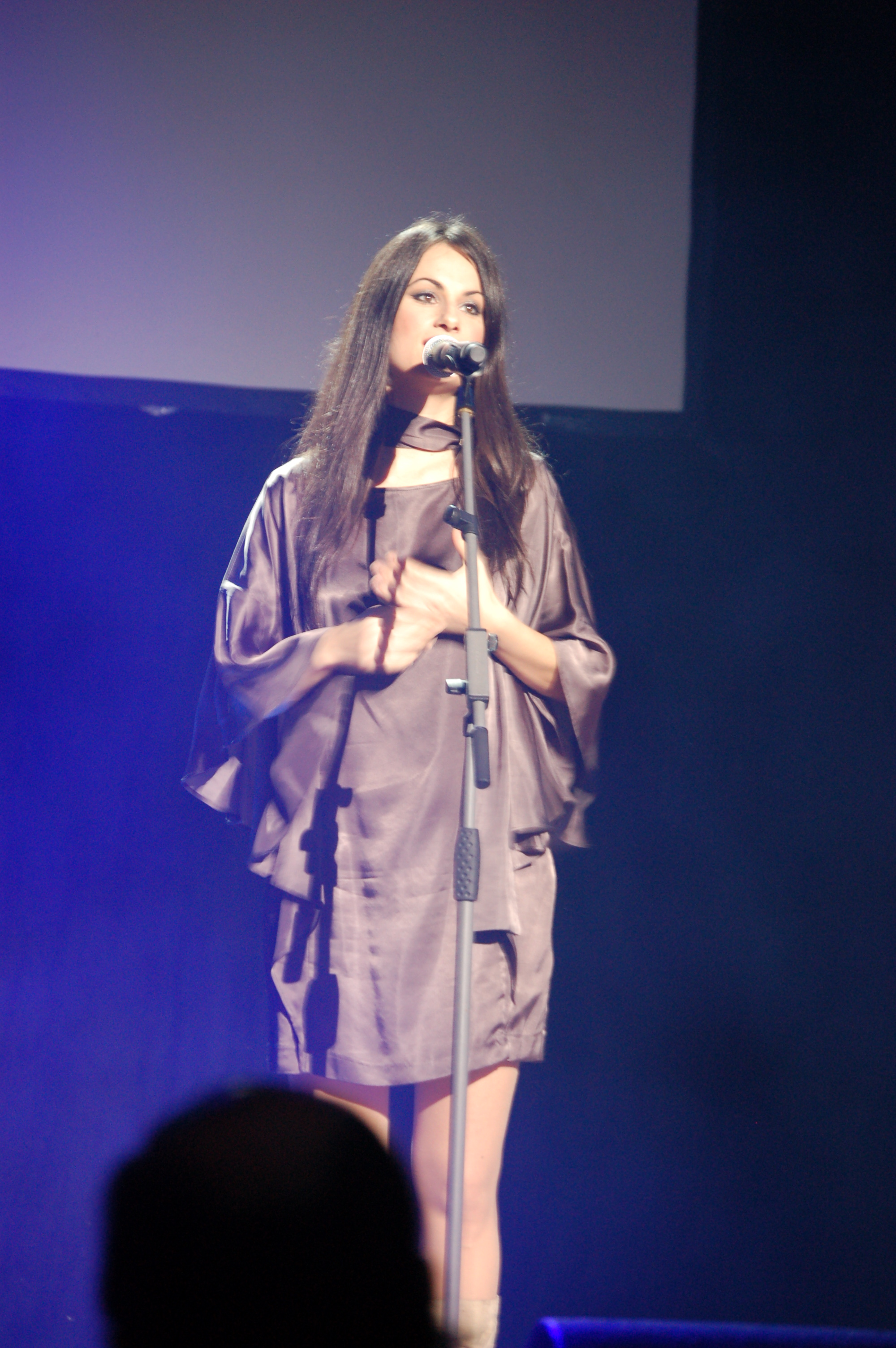
Yolanda Castaño

Yolanda Castaño Pereira (Santiago de Compostela, 19 d'abril de 1977) poeta, pintora i crítica literària gallega en llengua gallega.
Des del 1990 viu a La Corunya on estudià Batxillerat i Filologia Espanyola a la Universitat de La Corunya.
Ha traduït els seus poemes al castellà, ha estat Secretària General de l'Asociación de Escritores en Lingua Galega (AELG) i de Letras de Cal, i col·laborat en diverses publicacions com Festa da palabra silenciada, Dorna, A xanela, Clave Orión, La Flama en el Espejo, Quimera, O Correo Galego, A nosa terra, Elipse, Enclave, El Mundo…
Dirigeix la revista Valdeleite amb Olga Novo i col·labora amb el programa Cifras e Letras de TVG.

## Obres
- Elevar as pálpebras. La Corunya: Espiral Maior, 1995.
- Delicia. La Corunya: Espiral Maior, 1998.
- Vivimos no ciclo das erofanías. La Corunya: Espiral Maior, 1998.
- Edónica. La Corunya: Espiral Maior, 2000.
- O libro da egoísta. Vigo: Galaxia S.A., 2003.
- Libro de la egoísta. Madrid: Visor, 2006.
- Profundidade de Campo. La Corunya: Espiral Maior, 2007
- Erofanía, Espiral Maior, 2009
- A segunda lingua, PEN Clube de Galicia, 2014

## Premis
- Premio Antonio García Hermida
- Premio Atlántida (1993)
- Premio Francisco Fernández del Riego
- III Premio Fermín Bouza Brey (1994)
- II Premio de Poesía John Carballeira (1997)
- Premio de la Crítica de poesía gallega (1998)
- Premio de poesía Espiral Maior (2007)